# James Chambers (football)
Pour les articles homonymes, voir Chambers et James Chambers.
James Ashley Chambers, né le 20 novembre 1980 à Sandwell, est un footballeur anglais qui évolue au poste de défenseur à Walsall.

## Biographie

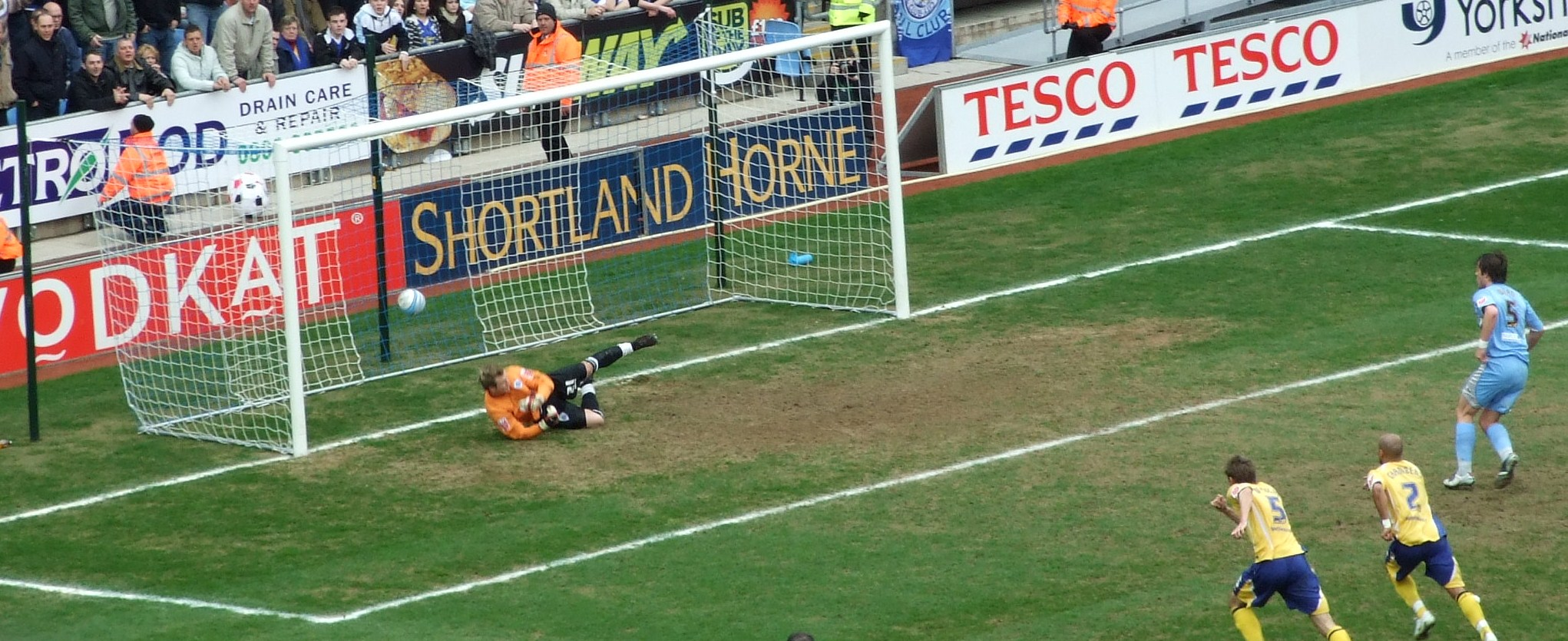
James Chambers (n°2) voit un adversaire réussir son pénalty lors du derby face à Coventry City FC

Il joue au poste de défenseur droit.

## Palmarès
- Walsall
  - Football League Trophy : Vice-champion 2015